# آکیهیرو مایاما
آکیهیرو مایاما (انگلیسی: Akihiro Mayama؛ زادهٔ ۳۱ ژانویهٔ ۱۹۸۸) بازیگر اهل ژاپن است. وی بین سال‌های ۲۰۰۶ تا ۲۰۲۰ میلادی فعالیت می‌کرد.